# Ludo Dielis
Ludo Dielis   (Deurne, 23 de febrer de 1945) fou un jugador belga de billar campió del món en diverses ocasions.

## Palmarès
Font:
- Campionat del Món de billar pentatló:  1969, 1981
- Campionat del Món de billar a una banda:  1974, 1981, 1983
- Campionat del Món de billar de carambola quadre 47/1:  1977
- Campionat del Món de billar a tres bandes:  1981, 1989
- Campionat d'Europa de billar a una banda:  1971, 1972, 1973, 1974, 1980, 1981, 1983
- Campionat d'Europa de billar pentatló:  1971, 1977
- Campionat d'Europa de billar pentatló de seleccions:  1969, 1971, 1973, 1975, 1985, 1992  1967, 1977, 1983  1979, 1981
- Campionat d'Europa de billar de carambola quadre 71/2: 1973
- Campionat d'Europa de billar de carambola lliure: 1975
- Campionat d'Europa de billar de carambola quadre 47/1: 1977, 1979, 1980
- Campionat belga de billar a tres bandes:  1982, 1983, 1985  1972, 1973, 1976, 1977, 1978, 1984  1974, 1996, 1997